# Mimudea punctiferalis
Mimudea punctiferalis là một loài bướm đêm trong họ Crambidae.